# Villax Ödön
Villax Ödön (Karancsberény, 1899. szeptember 23. – Madrid, 1964. április 4.) magyar növénynemesítő, intézetigazgató.

## Életpályája
1921-ben szerzett diplomát a Magyaróvári Magyar Királyi Gazdasági Akadémián, utána a budapesti Tudományegyetem Közgazdaságtudományi Karán doktorált 1931-ben. 1926-tól a Magyaróváron működő Növénytermelési Kísérleti Állomáson dolgozott 1936-ig. Ekkor vette át a nyugdíjba vonuló Grábner Emiltől a Növénynemesítő Intézet irányítását. Foglalkozott a lápi talajokkal, a pillangós virágú növényekkel és a hazai kukoricafajtákkal.
1948-tól Franciaországban, 1951-től Portugáliában, 1958-tól Marokkóban dolgozott. Szülőföldjétől távol, Madridban halt meg.
Írója, s egyben szerkesztője volt az Olajnövények termesztése című kiadványnak, majd több évtizedes tapasztalatait írta meg az Általános növénynemesítés és a Különleges növénynemesítés című sikeres szakkönyveiben. Sok tanulmánya jelent meg folyóiratokban, és a rádióban is tartott előadásokat.

## Művei
- A lápgazdálkodás alapelvei. Debrecen, 1929
- A lucerna termesztése, különös tekintettel hazai viszonyainkra. Magyaróvár, 1931
- Kukoricafajták és termesztésük. (Surányi Jánossal), Magyaróvár, 1932
- Szántóföldi herefélék I–II. Budapest, 1933–35
- Növénytermesztés. Magyaróvár, 1937
- Növénynemesítés I–II. Magyaróvár, 1944, 1947
- Adatok az uborka hazai magtermesztéséhez. Budapest, 1941

## Emlékezete
Szobrát születésének 100. évfordulóján avatták fel az egyetem parkjában.